# International Music Score Library Project
International Music Score Library Project (IMSLP) är ett projekt som syftar till att skapa ett virtuellt bibliotek av noter som är allmän egendom. Projektet är baserat på wikiprincipen. Sedan det sattes igång den 16 februari 2006, har över 350 000 noter (fördelade på fler än 100 000 verk och 14 000 kompositörer) lagts upp på webbsidan (tidpunkt augusti 2016), vilket placerade IMSLP bland de största av sitt slag på nätet. Projektet har det användarvänliga gränssnittet MediaWiki.

## Översikt
Projektet består främst av redan scannade noter som hittas på nätet. Användare kan lägga upp noter som de själva scannat, med detta görs inte i samma utsträckning. Det finns möjlighet för nutida kompositörer som vill sprida sina verk att utge dessa under licenstypen Creative Commons. Ett av IMSLP:s underprojekt har varit att sortera samt lägga upp Johann Sebastian Bachs fullständiga verk i utgåvan Bach-Gesellschaft Ausgabe (1851-1899). Många andra kompositörer har sina fullständiga verk tillgängliga på webbsidan, bland andra Chopin, Bach, Mozart och nästan alla Franz Liszts originalverk för piano.
Förutom att tillgängliggöra digitala notsamlingar finns även möjligheten att skapa en grund för en musikologisk encyklopedi, då både manuskript, första och senare utgåvor kan läggas upp, samt musikologiska analyser och historiska annotationer kan knytas an till dokumenten.
IMSLP rekommenderas av MIT, som använder IMSLP på några av sina kurser. IMSLP är även omnämnt som musikologisk resurs av universitetsbiblioteken vid Oberlin Conservatory of Music, Manhattan School of Music, Stanford University, McGill University, Brown University, University of Maryland, University of New Mexico, University of Washington, University of Wisconsin, California Institute of the Arts, och ett flertal andra. IMSLP fick priset "Merlot award" 2009.

## Stängning och återöppning
IMSLP var stängt från den 19 oktober 2007 till 28 juni 2008 efter hot om stämning från musikförläggaren Universal Edition. IMSLP öppnades åter den 29 juni 2008.

## Liknande projekt
- Mutopia Project
- Choral Public Domain Library
- Werner Icking Music Archive